# Sinagoga Bet El (Barranquilla)
La Sinagoga Bet El és un edifici religiós en el qual funciona una sinagoga, es troba a la ciutat de Barranquilla, Colòmbia. És un dels principals centres jueus d'aquesta ciutat. Hi tenen lloc serveis religiosos tots els dies. En ella se celebren totes les dates importants del calendari jueu.